# 2021年溫布頓網球錦標賽女子雙打比賽
衛冕冠軍謝淑薇與她的搭檔，愛麗絲·梅滕斯，在決賽中以3-6、7-5、9-7 擊敗維羅妮卡·庫德梅托娃以及葉連娜·韋斯寧娜，奪得2021年溫布頓網球錦標賽女子雙打冠軍。在第二盤中，她們曾挽救了兩個對手的冠軍點，後來成功逆轉奪下該盤，並且最終成功拿下冠軍。
謝淑薇曾和巴博拉·斯特里措娃搭檔奪下2019年的溫網女雙冠軍（2020因疫情停辦一年），但斯特里措娃於2021年5月退休，無緣挑戰衛冕（後來於2023年復出，並再度和謝淑薇搭檔溫網奪冠）。

## 種子選手
頭號種子因第一輪輪空而直接進入第二輪。
 1.    巴爾博拉·卡雷茨科娃 /  卡特琳娜·辛妮亞科娃 (八強)
 2.    巴包斯·蒂美阿 /  克里斯蒂娜·美拉德諾維奇 (第一輪)
 3.    謝淑薇 /  愛麗絲·梅滕斯 (冠軍)
 4.    妮可·梅里查爾 /  黛米·舒爾斯 (第一輪)
 5.    青山修子 /  柴原瑛菜 (四強)
 6.    亞歷克莎·瓜拉奇 /  德西蕾·克拉夫奇克 (第一輪)
 7.    詹皓晴 /  詹詠然 (八強)
 8.    海莉·卡特 /  路易莎·斯特凡尼 (第一輪)
 9.    莎朗·費奇曼 /  朱里亞娜·奧爾莫斯 (第三輪, 退賽)
10.    達莉雅·尤拉克 /  安德烈亚·克莱帕奇 (第一輪)
11.    蘿拉·西格蒙德 /  薇拉·芝芙娜瑞娃 (第三輪)
12.    科科·高夫 /  凱蒂·麥克納利 (第三輪)
13.    娜迪亞·奇琴諾克 /  拉魯卡·奧拉魯 (第三輪)
14.    阿西娅·穆罕默德 /  潔西卡·皮古拉 (第三輪)
15.    維多利亞·庫茲莫娃 /  阿兰查·鲁斯 (第三輪)
16.    露絲·哈迪卡 /  玛丽·鲍兹科娃 (八強)